# Phtheochroa sociana
Phtheochroa sociana is een vlinder uit de familie bladrollers (Tortricidae). De wetenschappelijke naam is voor het eerst geldig gepubliceerd in 1988 door Esartyia.
De soort komt voor in Europa.